# Línea 135 (EMT Madrid)
La línea 135 de la EMT de Madrid une el intercambiador de Plaza de Castilla con el Hospital Ramón y Cajal, dando servicio además al Hospital La Paz.

## Características
La línea nació el 17 de abril de 1980, sustituyendo uno de los ramales de la línea periférica P-25, en cuyo día acabó su concesión que tenía la empresa Trapsa y pasó a manos de la EMT.
Del 3 de agosto al 1 de septiembre de 2024, el servicio de la línea fue ampliado con motivo del cierre del vestíbulo Ciudad de la Paz en la estación de Begoña (Metro), aumentando la dotación de autobuses y ampliando el horario de funcionamiento.
Es una de las líneas regulares más cortas de la EMT.

### Frecuencias
| Lunes a viernes laborables |               |
| De 6:00 a 9:00             | 9-17 minutos  |
| De 9:00 a 20:00            | 9-12 minutos  |
| De 20:00 a 23:00           | 11-16 minutos |
| Sábados laborables         |               |
| De 6:00 a 7:00             | 30 minutos    |
| De 7:00 a 23:00            | 15 minutos    |
| Domingos y festivos        |               |
| De 7:00 a 23:00            | 15 minutos    |

## Recorrido y paradas

### Sentido Hospital Ramón y Cajal
La línea comienza en la dársena 52 del intercambiador de Plaza de Castilla, delante de la cabecera de las líneas 129 y 177 y detrás de la de la 70. Abandona el intercambiador subiendo por el Paseo de la Castellana, donde efectúa dos paradas, y gira por Avenida Monforte de Lemos, continuando por Pedro Rico, San Dacio (atravesando la M-30 por un puente) y San Modesto, donde se encuentra su cabecera de Ramón y Cajal.
| Código | Parada                                       | Común con                                       | Conexiones con Metro y Cercanías | Otros |
| ------ | -------------------------------------------- | ----------------------------------------------- | -------------------------------- | ----- |
| 5604   | PLAZA CASTILLA (intercambiador - dársena 52) |                                                 | Plaza de Castilla                |       |
| 1487   | Castellana-José Vasconcelos                  | 66 67 124 134 147 173 174 175 176 178 179 SE704 |                                  |       |
| 3826   | Castellana-Ravel                             | 67 124 134 147 179                              |                                  |       |
| 1489   | Cuatro Torres                                | 67 124 134 179 815                              |                                  |       |
| 1602   | Hospital La Paz                              | 67 124 132 137 179                              | Begoña                           |       |
| 3272   | San Modesto-San Dacio                        |                                                 | Begoña                           |       |
| 3269   | Antonio Robles-Hospital Ramón y Cajal        |                                                 |                                  |       |
| 3270   | HOSPITAL RAMÓN Y CAJAL                       | 125 165 166                                     | Ramón y Cajal                    |       |

### Sentido Plaza de Castilla
El recorrido de vuelta es igual al de ida, con la única diferencia siendo que tras pasar por San Dacio, la línea gira por Arzobispo Morcillo, donde efectúa parada junto al hospital La Paz, y continúa por Paseo de la Castellana hasta llegar al intercambiador de Plaza de Castilla.
| Código | Parada                                       | Común con                          | Conexiones con Metro y Cercanías | Otros |
| ------ | -------------------------------------------- | ---------------------------------- | -------------------------------- | ----- |
| 3270   | HOSPITAL RAMÓN Y CAJAL                       | 125 165 166                        | Ramón y Cajal                    |       |
| 3271   | Antonio Robles-Hospital Ramón y Cajal        | 125 165 166                        |                                  |       |
| 3573   | San Modesto-San Dacio                        |                                    | Begoña                           |       |
| 3221   | Pedro Rico-Hospital La Paz                   | 124 137                            |                                  |       |
| 5363   | Hospital La Paz-Maternidad                   | 67 124 134 179                     |                                  |       |
| 1640   | Hospital La Paz                              | 67 124 134 179                     | Begoña                           |       |
| 3932   | Castellana-Cuatro Torres                     | 67 124 134 179                     |                                  |       |
| 3933   | Cuatro Torres                                | 67 124 134 173 175 176 178 179     |                                  |       |
| 1526   | Castellana-Luis Esteban                      | 67 124 134 147 173 175 176 178 179 |                                  |       |
| 1527   | Castellana-Matilde Landa                     | 67 124 134 147 173 175 176 178 179 |                                  |       |
| 5604   | PLAZA CASTILLA (intercambiador - dársena 52) |                                    | Plaza de Castilla                |       |